# Тільки один день
«Тільки один день» — книга українського письменника Миколи Ярмолюка.

## Зміст книги
До книги Миколи Ярмолюка ввійшли дві повісті й низка оповідань, присвячені жителям села. Це і мужня, духовно сильна Гапочка, котру не зломили ніякі випробування, з однойменної повісті «Глухенька Гапочка», і безкомпромісний Яків Митрич, який скрізь залишається вірним собі, своїм принципам і заповітам батька (повість «Тільки один день»), і зворушливі образи сільських трударів з оповідань «Жив чоловік», «Прогупотіли коні», «Зорі падають у червні» та інші. Усі вони — різні за віком, характером, уподобаннями, проте спільне в них одне: любов до землі, до краси, правди й добра.

## Критика
- «Вітчизна» [Архівовано 15 липня 2021 у Wayback Machine.]
- «Дніпро» [Архівовано 15 липня 2021 у Wayback Machine.]